# Joseph Völk

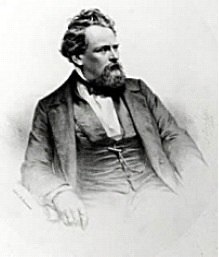
Joseph Völk (1856)

Franz Joseph Völk (* 9. Mai 1819 in Mittelstetten (Schwabmünchen); † 22. Januar 1882 in Augsburg) war ein deutscher liberaler Politiker und Rechtsanwalt.

## Leben
Völk stammte aus einer armen Bauernfamilie. Durch einen zur Verwandtschaft gehörenden Geistlichen erhielt er seine erste Bildung. Dieser sorgte auch dafür, dass Völk eine gymnasiale Bildung erhielt. Nach der Schule begann er ein Studium der Rechtswissenschaften in München. Das Studium schloss er mit der Promotion zum Dr. jur. ab.
In den Jahren 1848 und 1849 trat er in Landsberg am Lech erstmals öffentlich als politischer Redner auf. Er setzte sich entgegen der allgemein vorherrschenden Meinung in Bayern in verschiedenen Orten als Redner für die Paulskirchenverfassung und eine kleindeutsche Lösung unter Führung Preußens ein.
Seine politische Betätigung erschwerte 1855 die Übertragung einer festen Anwaltsstelle. Zuerst arbeitete er in Friedberg bei Augsburg und danach in Augsburg selbst als Rechtsanwalt.
In dieser Zeit wurde er erstmals in die zweite Kammer des bayerischen Landtages gewählt. Dem Parlament gehörte Völk bis zu seinem Tod für verschiedene Wahlkreise an. Im Parlament bildete er mit anderen Abgeordneten eine „deutsche Partei“ und griff die reaktionäre Regierung von Ludwig von der Pfordten scharf an. Nicht zuletzt durch Völks oppositionelle Haltung führte 1859 schließlich zur Entlassung des Ministeriums von der Pfordten durch Maximilian II.
1863 war Völk Mitbegründer der links-liberalen „Deutschen Fortschrittspartei in Bayern“, des Bayerischen Zweigs der Deutschen Fortschrittspartei.
Völk setzte sich in den folgenden Jahren insbesondere für die Lösung der Deutschen Frage ein. Während des Deutsch-Dänischen Krieges kritisierte er zunächst allerdings die Politik Otto von Bismarcks und stand auf Seiten der Augustenburger. Relativ bald änderte Völk seine Meinung und unterstützte die Politik Bismarcks etwa als Abgeordneter des Zollparlaments.
Zu Beginn des Krieges von 1870/71 wandten sich Völk und seine politischen Freunde gegen den Neutralitätskurs der bayerischen Patriotenpartei. Auch durch seine Parlamentsreden kam es zur Spaltung der Patriotenpartei und damit zur parlamentarischen Zustimmung des bayerischen Parlaments zum Kriegseintritt.
Völk war 1868 bis 1870 Mitglied des Zollparlaments als Abgeordneter des Wahlkreises Schwaben 6 (Immenstadt) und gehörte im Zollparlament zur Fraktion der Nationalliberalen Partei. 1871 wurde er in dem Wahlkreis in den Deutschen Reichstag gewählt, wo er sich der Fraktion der Liberalen Reichspartei anschloss. Auch 1874 wurde er als Kandidat der Liberalen Reichspartei gewählt, trat jedoch nach Auflösung der Partei der Fraktion der Nationalliberalen bei. 1880 trat er aus der nationalliberalen Fraktion aus und schloss sich der Liberalen Gruppe an. Er war bis 1881 Mitglied des Reichstages.
Neben dem gesetzgeberischen Tagesgeschäft, war er in Bayern und im Reich Anhänger einer Kulturkampfpolitik. Im Reichstag stellte er etwa 1872 den Antrag auf Einführung der verpflichtenden Zivilehe und den Aufbau von Standesämtern. Daneben wirkte Völk an den Justizreformen im Reich mit und plädierte für ein allgemeines deutsches Gesetzbuch. In Bayern ging die Errichtung eines Verwaltungsgerichtshofes nicht zuletzt auf den Einsatz von Völk zurück.
In wirtschaftlicher Hinsicht war Völk ein Anhänger von Friedrich List und als solcher Befürworter einer Schutzzollpolitik. Daher unterstützte er 1878 auch Bismarcks innenpolitischen Kurswechsel. Dies führte zu Konflikten innerhalb der nationalliberalen Partei. Mit einigen anderen trat Völk aus. Mit anderen versuchte er eine neue politische Gruppierung aufzubauen. Diese scheiterte aber bei den Reichstagswahlen von 1881.
Völk wurde 1880 Ehrenbürger der Stadt Kempten.